# Evangelische Kirche (Freudenthal)

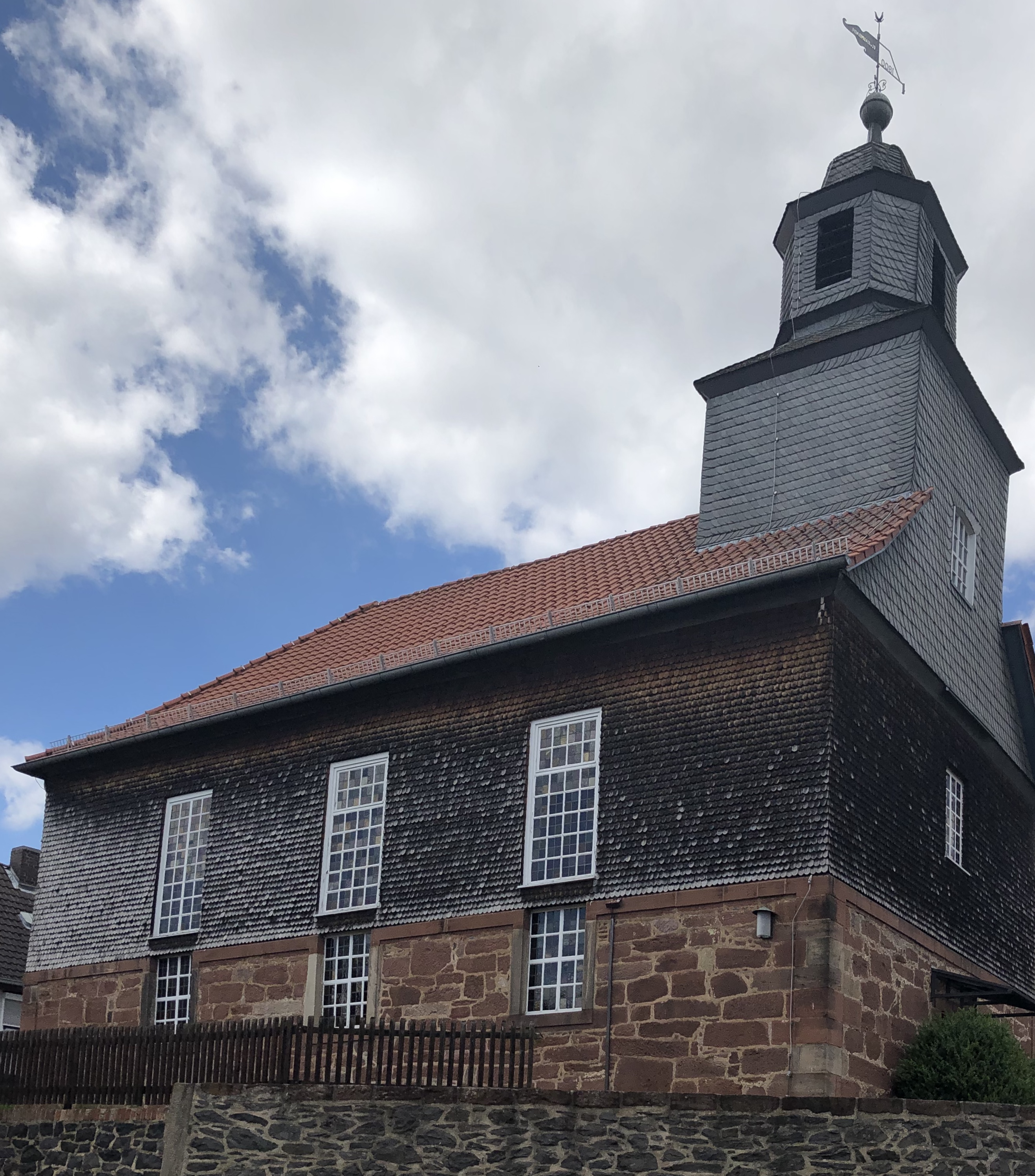
Evangelische Kirche Freudenthal

Die Evangelische Kirche Freudenthal ist ein denkmalgeschütztes Kirchengebäude, das im Ortsteil Freudenthal der Kleinstadt Borken im Schwalm-Eder-Kreis (Hessen) steht. Die Kirche gehört zur Kirchengemeinde Borken im Dekanat Fritzlar-Homberg im Kirchenkreis Schwalm-Eder im Sprengel Marburg der Evangelischen Kirche von Kurhessen-Waldeck.

## Beschreibung
Die Saalkirche wurde 1800 erbaut. Ihr massives Erdgeschoss hat ein mit Schindeln verkleidetes Obergeschoss. Im Osten erhebt sich aus dem Satteldach des Kirchenschiffs ein schiefergedeckter quadratischer Dachturm, der sich achteckig verjüngt und mit einer glockenförmigen Haube bedeckt ist. Die Orgel stammt von der Werner Bosch Orgelbau.